# Конурбай
Конурба́й (укр. Конурбай, крымскотат. Qoñur Bay, Къонъур Бай) — исчезнувшее село в Первомайском районе Республики Крым, располагавшееся на северо-востоке района, в степной части Крыма, примерно в 5 километрах юго-западнее современного села Островское.

### Динамика численности населения
| - 1805 год — 37 чел. - 1864 год — 30 чел. - 1889 год — 110 чел. - 1892 год — 102 чел. | - 1900 год — 147 чел. - 1915 год — 44/29 чел. - 1926 год — 47 чел. |

## История
Первое документальное упоминание села встречается в Камеральном Описании Крыма… 1784 года, судя по которому, в последний период Крымского ханства Конур-Бай входил в Четырлыкский кадылык Перекопского каймаканства. После присоединения Крыма к России (8) 19 апреля 1783 года, (8) 19 февраля 1784 года, именным указом Екатерины II сенату, на территории бывшего Крымского Ханства была образована Таврическая область и деревня была приписана к Перекопскому уезду. После Павловских реформ, с 1796 по 1802 год, входила в Акмечетский уезд Новороссийской губернии. По новому административному делению, после создания 8 (20) октября 1802 года Таврической губернии, Конурбай был включён в состав Бозгозской волости Перекопского уезда.
По Ведомости о всех селениях, в Перекопском уезде состоящих… 1805 года в деревне Конурбай числилось 6 дворов и 37 жителей, исключительно крымских татар. На карте генерал-майора Мухина 1817 года деревня, почему-то, не отмечена, а после реформы волостного деления 1829 года Конурбай, согласно «Ведомости о казённых волостях Таврической губернии 1829 года» отнесли к Эльвигазанской волости (переименованной из Бозгозской). На карте 1836 года в деревне 12 дворов, а на карте 1842 года Конурбай обозначен условным знаком «малая деревня», то есть, менее 5 дворов.
В 1860-х годах, после земской реформы Александра II, деревню приписали к Ишуньской волости. В «Списке населённых мест Таврической губернии по сведениям 1864 года», составленном по результатам VIII ревизии 1864 года, Конур-Бай — владельческая татарская деревня с 5 дворами, 30 жителями и мечетью при балке Четырлыке. По обследованиям профессора А. Н. Козловского начала 1860-х годов, в селении была "вода пресная в колодцах глубиною 10—12 саженей (от 21 до 25 м). На трехверстовой карте Шуберта 1865—1876 года в деревне Конурбай обозначено 7 дворов). По «Памятной книге Таврической губернии 1889 года», по результатам Х ревизии 1887 года, в деревне Конурбай числилось 18 дворов и 110 жителей.
После земской реформы 1890 года Конурбай отнесли к Джурчинской волости. Согласно «…Памятной книжке Таврической губернии на 1892 год», в деревне Конурбай Мурзака Дербиша, не входившей ни в одно сельское общество, было 102 жителя в 27 домохозяйствах. По «…Памятной книжке Таврической губернии на 1900 год» в деревне Конурбай числилось 147 жителей в 24 дворах. По Статистическому справочнику Таврической губернии. Ч.II-я. Статистический очерк, выпуск пятый Перекопский уезд, 1915 год, в деревне Конурбай (Аметша-мурзы Булгакова) Джурчинской волости Перекопского уезда числилось 6 дворов (все дворы с землёй) со смешанным населением в количестве 35 человек приписных жителей и 9 «посторонних», из которых 23 мужчины и 21 женщина. Жители владели 250 десятинами удобной земли. В хозяйствах имелось 20 лошадей, 8 коров и 100 голов мелкого скота. В экономии Конурбай Якова Раппа был 1 двор с русским населением в количестве 9 человек приписных жителей и 20 «посторонних».
После установления в Крыму Советской власти и учреждения 18 октября 1921 года Крымской АССР, в составе Джанкойского уезда был образован Курманский район, в состав которого включили село. В 1922 году уезды получили название округов. 11 октября 1923 года, согласно постановлению ВЦИК, в административное деление Крымской АССР были внесены изменения, в результате которых был ликвидирован Курманский район и село включили в состав Джанкойского. Согласно Списку населённых пунктов Крымской АССР по Всесоюзной переписи 17 декабря 1926 года, в составе Джурчинского сельсовета Джанкойского района было два хутора Конурбай. В бывшем Булгакова числилось 8 дворов, все крестьянские, население составляло 25 человек: 16 немцев, 8 татар и 1 русский; в другом — 6 дворов, 22 жителя (13 немцев и 9 русских). Постановлением ВЦИК РСФСР от 30 октября 1930 года был создан Фрайдорфский еврейский национальный район (переименованный указом Президиума Верховного Совета РСФСР № 621/6 от 14 декабря 1944 года в Новосёловский) еврейского национального района село включили в его состав, а после разукрупнения в 1935-м и образования также еврейского национального Лариндорфского (с 1944 — Первомайский) — переподчинили новому району..
Поселение ещё обозначено на километровой карте Генштаба 1941 года, а на карте 1942 года его уже нет.